# Minuskuł 3
Codex Vindobonensis, Suppl. Gr. 52, zazwyczaj określany jako minuskuł 3 (wedle numeracji Gregory—Aland), δ 253 (von Soden) – rękopis Nowego Testamentu z tekstem czterech Ewangelii, pisany minuskułą na pergaminie w języku greckim z XII wieku.
Jest jednym z rękopisów wykorzystanych przez Erazma w drugim wydaniu drukowanego tekstu greckiego Nowego Testamentu (1519). Tym samym wpłynął na ostateczny kształt Textus receptus, który dominował w wiekach XVI-XIX. Kodeks przechowywany jest w Austriackiej Bibliotece Narodowej w Wiedniu, skatalogowany pod numerem Cod. Suppl. Gr. 52.

## Opis rękopisu
Kodeks zawiera tekst Nowego Testamentu bez Apokalipsy św. Jana. Kolejność ksiąg Nowego Testamentu jest taka jak w większości greckich rękopisów: Ewangelie, Dzieje, Listy powszechne i Listy Pawła.
Kodeks stanowiony jest przez 451 pergaminowych kart (24,5 cm na 17,5 cm), pisanych jedną kolumną na stronę, 24 linijek w kolumnie. Stosuje szerokie marginesy, tekst zajmuje powierzchnię 16,3 cm na 10,2 cm.
Zawiera Epistula ad Carpianum, tablice Euzebiusza, Prolegomena, ilustracje (przed Ewangelią Jana portret Ewangelisty Jana z Prochorem). Tekst Ewangelii dzielony jest według κεφαλαια (rozdziały) oraz według Sekcji Ammoniusza. Sekcje Ammoniusza opatrzone zostały odniesieniami do Kanonów Euzebiusza. Przed każdą z ewangelii umieszczone zostały listy κεφαλαια (spis treści). Tekst ewangelii zawiera ponadto τιτλοι (tytuły). Tekst Dziejów oraz Listów powszechnych dzielony jest według Aparatu Eutaliusza. Zawiera też noty marginalne, lecz te dodane zostały przez późniejszą rękę.
Tekst Jan 7,53-8,11 został ominięty, nie ma też żadnej noty wskazującej, że inne rękopisy mają w tym miejscu jakiś tekst.

## Tekst
Grecki tekst Ewangelii reprezentuje tekst bizantyński. Aland zaklasyfikował go do Kategorii V. Należy do rodziny tekstualnej Kx.

## Historia
Paleograficznie datowany jest na wiek XII. Historia kodeksu jest nieznana, aż do chwili gdy Radulph albo Roland de Rivo podarował rękopis dla klasztoru Marii Dziewicy we wsi Corsendonck, w pobliżu Turnhout. Później rękopis stał się własnością dominikanów w Bazylei. Erazm w roku 1519 pożyczył go dla drugiego wydania swego Novum Testamentum omne (wydanie 2-gie różniło się w około 400 miejscach). W rezultacie jego warianty tekstowe w niewielkim stopniu wpłynęły na ostateczny kształt Textus receptus.
Tekst rękopisu był kilkakrotnie kolacjonowany, najpierw przez J. Walker dla R. Bentleya, następnie przez Wettsteina i Altera.
Rękopis ponadto badali Treschow i Wordsworth. Andreas Birch, pomimo iż zbadał znaczną część rękopisów cesarskiej biblioteki w Wiedniu, tego akurat rękopisu nie badał. Franz Karl Alter (1749-1804) – znany wydawca Iliady i Odysei – wykorzystał go w swoim wydaniu greckiego tekstu Nowego Testamentu.

## Znaczenie
Miał niewielki wpływ na kształt Textus receptus. Dzisiaj jest nisko oceniany, jako rękopis o niewielkiej wartości. Jednak w swoim czasie miał pewien wpływ na kształt tekstu Nowego Testamentu. Jest też drugorzędnym świadkiem tekstu bizantyjskiego. W naukowych wydaniach greckiego Novum Testamentum Nestle-Alanda nigdy nie jest cytowany.